# Schwarzbussarde
Die Schwarzbussarde (Buteogallus) sind eine Gattung von Greifvögeln in der Familie der Habichtartigen, Unterfamilie Bussardartige. Alle Arten dieser Gattung sind hauptsächlich neotropisch, also in Mittel- und Südamerika heimisch, jedoch kommen einzelne Arten auch im äußersten Südwesten der Vereinigten Staaten vor. Viele Arten bevorzugen große Krebstiere als Beute und suchen lange Abschnitte von Stränden und Flussufern sogar zu Fuß nach solcher Nahrung ab. Andere Arten wiederum verhalten sich vollkommen anders.
Die meisten Arten haben eine charakteristische Zeichnung der Schwanzfedern. Diese weisen eine schwarze Wurzelregion auf, sowie ein breites, weißes Band in der Mitte, ein breites schwarzes Band und danach ein schmales weißes Band an den Federspitzen, das oft schwer zu erkennen ist, oder ganz fehlt, wenn die Federn stark abgenutzt sind. Nur der Weißhalsbussard (Buteogallus lacernulatus) und der Rotbauchbussard (Buteogallus aequinoctialis) haben komplett andere Schwanzzeichnungen.

## Systematik
Die Systematik der Bussardartigen im Allgemeinen ist wissenschaftlich umstritten. Die folgenden Arten werden dabei den Schwarzbussarden zugeschrieben:
- Schieferbussard, Buteogallus schistaceus
- Weißhalsbussard, Buteogallus lacernulatus
- Rotbauchbussard, Buteogallus aequinoctialis
- Krabbenbussard, Buteogallus anthracinus
  - Mangrovebussard, Buteogallus (anthracinus) subtilis – wurde oft als eigene Art angesehen, gilt aber heute bei einigen Autoren als Unterart von B. anthracinus.[2][3][4]
- Schwarzbussard, Buteogallus urubitinga
- Savannenbussard, Buteogallus meridionalis
- Einsiedlerbussard, Buteogallus solitarius
- Kubabussard, Buteogallus gundlachii – früher in B. anthracinus
- Kronenbussard, Buteogallus coronatus

Die Einsiedleradler (früher Harpyhaliaetus) sind weiter im Inland beheimatete Verwandte der „dunklen“ Gruppe von Buteogallus – in phänotypischer Hinsicht sind sie im Wesentlichen robust gebaute Schwarzbussarde (B. urubitinga) mit dünnerem Federkleid am Körper und einem kleinen Kamm am Kopf einer bestimmten Art. Diese Unterschiede in der Anatomie scheinen durch die andersartige Beute bedingt zu sein, die diese Vögel greifen, nämlich Reptilien. Zusammen mit dem Savannenbussard, scheinen sie einigen Arten nahezustehen, die in die Weißbussarde (Leucopternis) eingeordnet wurden. Da diese Gattung offenbar polyphyletisch war, folgt dieser Artikel einem Vorschlag, sowohl die Einsiedleradler und den Schieferbussard („Leucopternis“ schistaceus) in Buteogallus aufzunehmen, um Erkenntnisse aus Morphologie und mtDNA-Sequenzierung zu berücksichtigen, als auch den Weißhalsbussard „Leucopternis“ lacernulatus.
Systematiker fordern bereits seit langem, den Schieferbussard in Buteogallus zu integrieren. Zusammen mit den Rotbauchbussarden und Einsiedleradlern formen sie eine Sequenz von Gefiedermustern, die gut zu einer DNA-basierten Phylogenie passt: der Schieferbussard erinnert stark an einen kleineren, kurzbeinigen und leichteren Schwarzbussard. Der Fall des Weißhalsbussards sorgt jedoch für mehr Verwirrung. Er ist optisch und ökologisch fast identisch mit dem sympatrischen Mantelbussard (Leucopternis polionotus) und einigen allopatrischen Weißbussarden (z. B. L. albicollis), unterscheidet sich jedoch in der Farbe des Schwanzes. Der mtDNA nach zu urteilen, ist er sehr nahe mit dem Savannenbussard verwandt, der optisch verschieden ist und wie ein sehr leichter Buteogallus aussieht, der wegen reichlich vorhandener Phäomelanine eine ocker-graue Färbung aufweist. Entweder gab es eine starke konvergente Evolution bei Gefieder und Ökologie zwischen dem Weißhals- und dem Mantelbussard – eventuell ein Fall von Mimikry, oder die mtDNA-Ergebnisse sind wegen hybrider Introgression irreführend. In der Hinsicht ist es erwähnenswert, dass eine Genprobe des Weißhalsbussards Anzeichen von Heteroplasmie aufwies.
Die Einordnung des merkwürdigerweise amorphen Rotbauchbussards muss im Vergleich mit diesen anderen Vögeln bisher als unklar gelten.

### Fossilien

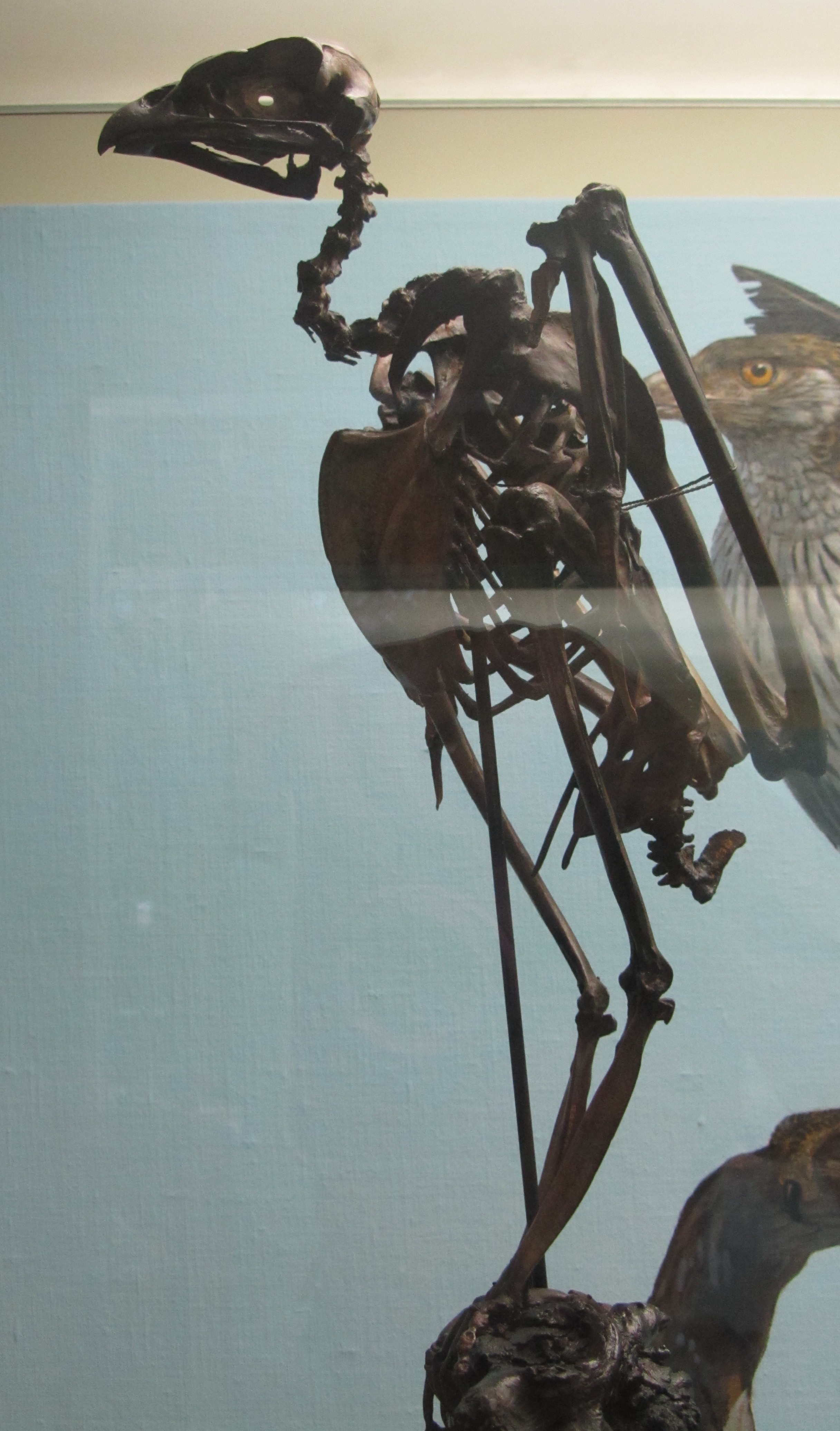
Fossil eines Buteogallus fragilis

Mittlerweile haben sich reichhaltige Fossilienfunde von Buteogallus angesammelt, wobei viele Arten irrtümlicherweise zunächst anderen Gattungen zugeordnet wurden. Die Gattung – wie viele heutige Bussardartige – folgte während des Miozäns möglicherweise auf andere Greifvögel und ist scheinbar niemals außerhalb des amerikanischen Kontinents aufgetreten. Eine Gruppe von teilweise sehr großen prähistorischen Arten ist aus der letzten Eiszeit bekannt. Auf Kuba überlebte eine besonders riesige Art bis weit in die Eiszeit hinein, aber wahrscheinlich nicht bis zur menschlichen Besiedlung.
- Buteogallus enectus (Mittleres Miozän; Sheep Creek, Sioux County, USA)
- Buteogallus sodalis (Mittleres Pleistozän; Fossil Lake, Oregon) – früher in Aquila
- Buteogallus fragilis (Spätpleistozän; südwestliche USA) – früher in Buteo oder Geranoaetus
- Buteogallus milleri (Spätpleistozän im Südwesten der USA) – früher in Buteo oder Geranoaetus
- Buteogallus borrasi (Spätquartäre Avifauna) – früher in Aquila oder Titanohierax
- Buteogallus daggetti,  (spätquartär)